# Gröna partigruppen i Förbundsförsamlingen

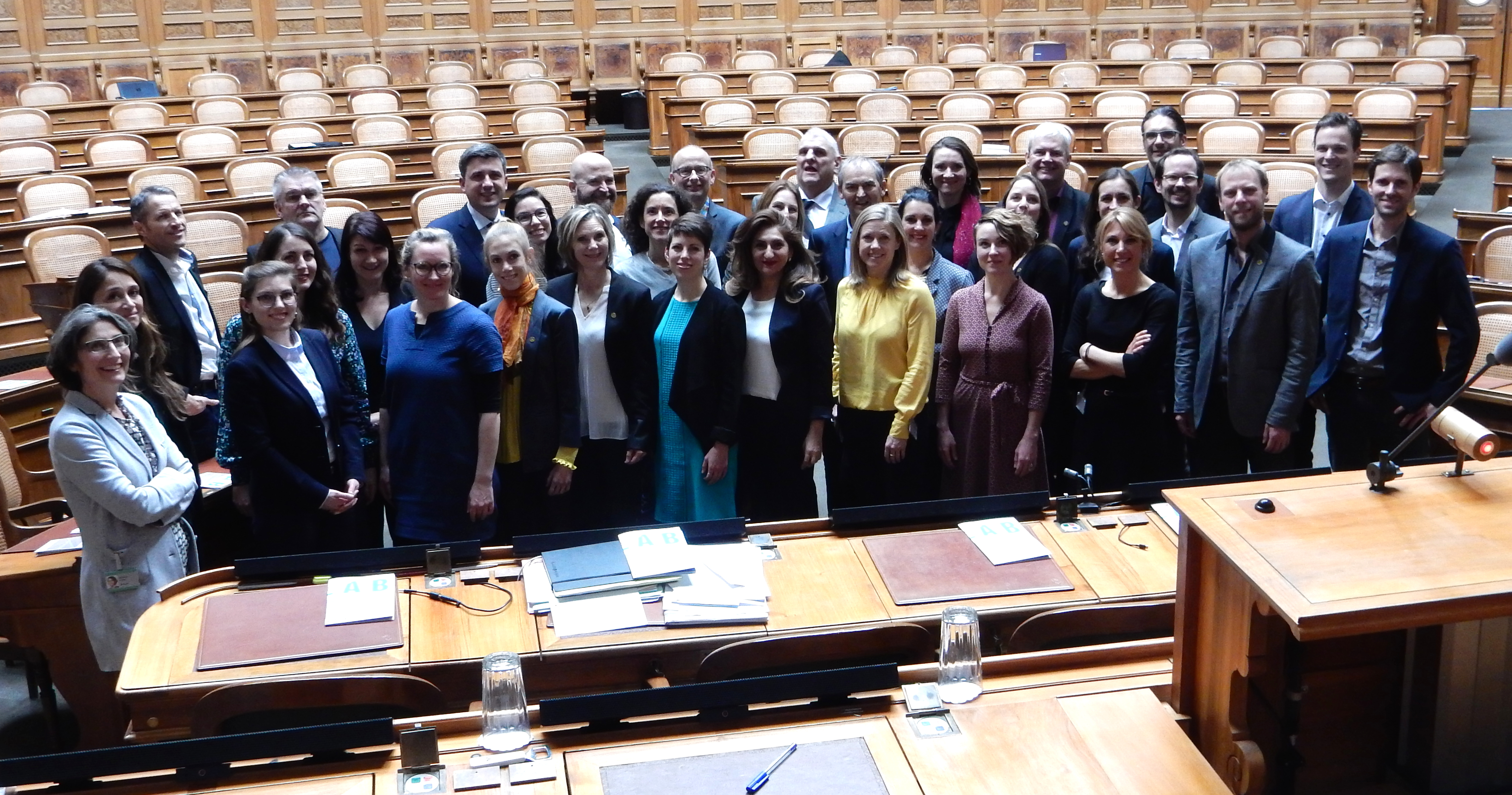
Gröna partigruppen (2019)

Förbundsförsamlingens gröna partigrupp (Grüne Fraktion der Bundesversammlung (G) / Groupe des Verts l’Assemblée fédérale (G) / Gruppo ecologista l’Assemblea federale (G)) är en politiskt grön parlamentarisk partigrupp i den schweiziska Förbundsförsamlingen.
Efter 2011 års val ingår endast medlemmar av Schweiz gröna parti i gruppen. Tidigare hade också Kristligt sociala partiet och Schweiz arbetarparti en ledamot var vilka ingick i den gröna förbundsförsamlingsgruppen, men de partierna miste sina mandat i Nationalrådet 2011.